# 紀元前553年
紀元前553年（きげんぜん553ねん）は、西暦（ローマ暦）による年。紀元前1世紀の共和政ローマ末期以降の古代ローマにおいては、ローマ建国紀元201年として知られていた。紀年法として西暦（キリスト紀元）がヨーロッパで広く普及した中世時代初期以降、この年は紀元前553年と表記されるのが一般的となった。

## 他の紀年法
- 干支 : 戊申
- 日本
  - 皇紀108年
  - 綏靖天皇29年
- 中国
  - 周 - 霊王19年
  - 魯 - 襄公20年
  - 斉 - 荘公元年
  - 晋 - 平公5年
  - 秦 - 景公24年
  - 楚 - 康王7年
  - 宋 - 平公23年
  - 衛 - 殤公6年
  - 陳 - 哀公16年
  - 蔡 - 景侯39年
  - 曹 - 武公2年
  - 鄭 - 簡公13年
  - 燕 - 文公2年
  - 呉 - 諸樊8年
- 朝鮮
  - 檀紀1781年
- ユダヤ暦 : 3208年 - 3209年

## できごと

### 中国
- 魯が莒と講和し、仲孫速が莒人と向で会盟した。
- 晋の平公・斉の荘公・魯の襄公・宋の平公・衛の殤公・鄭の簡公・曹の武公らが澶淵で盟を結んだ。
- 魯の仲孫速が軍を率いて邾を攻撃した。
- 蔡の公子燮が蔡を楚から離反させて晋に服属させようと運動したため、国人に殺害された。同母弟の公子履は楚に亡命した。
- 陳の哀公の弟の公子黄が楚に亡命した。
- 魯の叔老が斉に赴いた。
- 魯の季孫宿が宋に赴いた。

## 死去
- 甯殖 - 衛の卿、甯恵子